# They Learned About Women
They Learned About Women is een Amerikaanse muziekfilm uit 1930 onder regie van Jack Conway en Sam Wood. 

## Verhaal
De professionele honkballers Jack en Jerry zijn in hun vrije tijd ook artiesten in de vaudeville. Jack is verloofd met zijn jeugdliefde Mary, maar hij laat haar staan voor de gulpenduikster Daisy. Na hun huwelijk besluit Daisy dat ze zelf wil optreden in de vaudeville. Ze overtuigt Jack om Jerry ontslaan en ze wil ook dat hij zijn honkbalcontract opzegt. Wanneer Jack daarna geldproblemen krijgt, laat Daisy hem staan.

## Rolverdeling
| Acteur        | Personage |
| ------------- | --------- |
| Joe Schenck   | Jack      |
| Gus Van       | Jerry     |
| Bessie Love   | Mary      |
| Mary Doran    | Daisy     |
| J.C. Nugent   | Stafford  |
| Benny Rubin   | Sam       |
| Tom Dugan     | Tim       |
| Eddie Gribbon | Brennan   |
| Ralph Bushman | Haskins   |